# Florent Gautreau
Pour les articles homonymes, voir Gautreau.
Florent Gautreau, né le 16 mars 1971 à Vendôme (Loir-et-Cher), est un journaliste français.

## Biographie

### Études
Il est diplômé de l'Institut d'études politiques de Bordeaux et du Centre de formation des journalistes.

### Carrière
Ancien stagiaire de Canal+, il entre à France Télévisions en 1993 comme journaliste sportif. Spécialiste de football, il suit, de 1998 à 2004, l'équipe de France de football pour France Télévisions. 
Reporter également sur les plus grands événements sportifs hors football, il a couvert des éditions du Tour de France et du Paris-Dakar, ainsi que les Jeux olympiques de Sydney en 2000 et ceux de Salt Lake City en 2002. 
À partir de 2004, après le départ de Christophe Josse pour TPS Star, il devient commentateur des matchs de coupe de la Ligue de football avec Xavier Gravelaine et Laurent Jaoui. Parallèlement, il devient responsable du service des sports des journaux télévisés de France 2 (13 heures et 20 heures). Le 15 février 2005 sur France 2, il commente avec Emmanuel Petit, le "Match pour l'espoir" organisé en solidarité en faveur des victimes du séisme du 26 décembre 2004 dans l'océan Indien. Lors de l'élection présidentielle française de 2007, il tente d'obtenir à moto les impressions du vainqueur Nicolas Sarkozy, en direct de sa voiture. 
D'avril 2006 à septembre 2017, il est chroniqueur dans l'émission After Foot sur RMC. 
En mai 2007, il est pressenti pour présenter France 2 Foot, le magazine dominical consacré à la Ligue de football professionnel (Ligue 1 et Ligue 2) finalement c'est Denis Balbir, transfuge de Canal+, qui est choisi par Daniel Bilalian pour présenter l'émission.
Passionné et spécialiste de sport hippique, il présente, entre janvier 2010 et juillet 2014, l'émission consacrée aux courses hippiques Les Courses RMC avec Luis Fernandez, Brahim Asloum et Sébastien Darras. Par ailleurs, Florent Gautreau est propriétaire de plusieurs chevaux de courses dans la discipline du galop (Dawaraki, L'Œuvre, Shepton Mallet entre autres). Les couleurs de sa casaque sont les suivantes : casaque noire, étoile bleu-ciel, manches et toque noire.
En 2014, il quitte France Télévisions et rejoint la rédaction de RMC Sport.
En 2017, il quitte RMC Sport pour devenir le directeur de la rédaction d'Equidia Live. Il quitte ce poste en avril 2019. Le 19 août 2019, il revient dans les rangs de RMC et retrouve l'équipe de l'After foot, présenté par Gilbert Brisbois.
En janvier 2020, il quitte RMC pour prendre la direction éditoriale de France Bleu Mayenne. En avril 2021, il quitte la direction de France Bleu Mayenne et le groupe Radio France et revient de nouveau sur RMC dans l'After foot.

### Particularité
Il est un fervent supporter du Tours FC.

## Parcours en radio
- 2006-2017 : chroniqueur sur RMC dans l'émission After Foot
- 2010-2014 : présentateur sur RMC de l'émission Les Courses RMC
- Août-décembre 2019 : participant à l'émission After foot sur RMC
- 2020-2021 : directeur de France Bleu Mayenne.
- Depuis 2021 : participant à l'émission After foot sur RMC